# Torun Eriksen

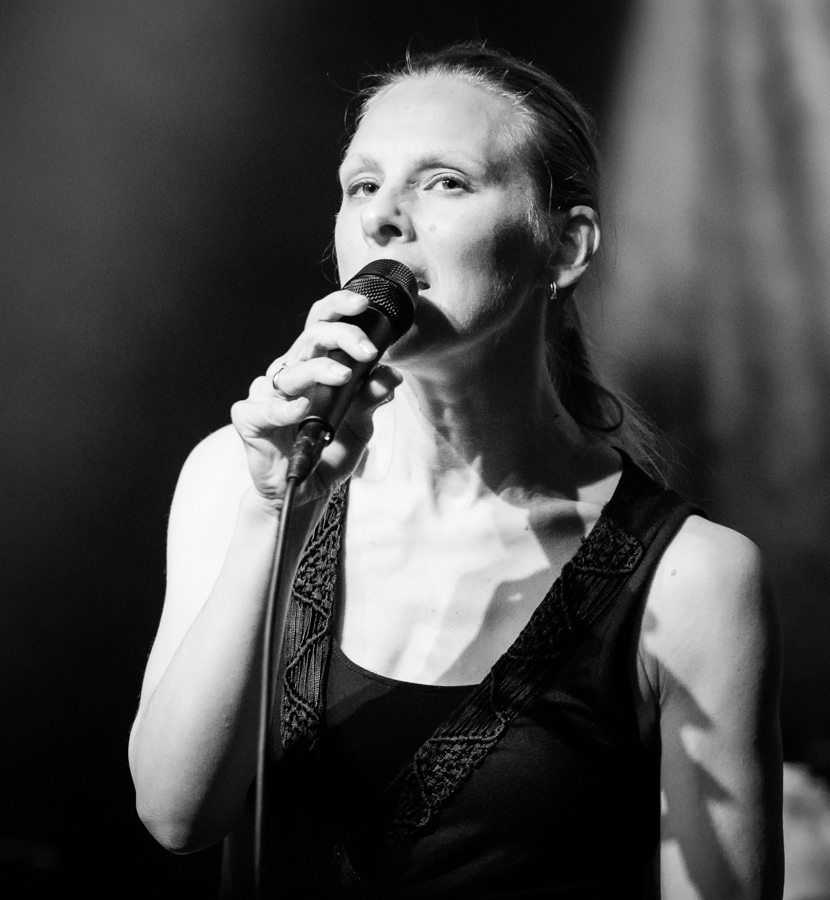
Torun Eriksen

Torun Eriksen (* 8. Januar 1977 in Lunde) ist eine norwegische Sängerin.

## Leben und Wirken
Ihre musikalische Karriere begann Torun Eriksen bereits als Sechsjährige, als sie einem Gospelchor beitrat. Bis zu ihrem 19. Lebensjahr tummelte sie sich als Chormitglied und Solistin im Gospelumfeld. Dabei tauchte sie immer wieder in die verwandten musikalischen Welten des Soul, Jazz und Rhythm and Blues ein, beschäftigte sich ausführlich mit Jazzstandards und begann damit eigene Kompositionen zu schreiben. Sie studierte Musik an der Skien-Hochschule in Norwegen und besuchte später in Oslo das Norwegian Institute for Stage and Studio (NISS). 2003 brachte sie ihr erstes Soloalbum Glittercard heraus, dem 2006 Prayers & Observations folgte. Sie arbeitete auch mit Jan Felix May.

## Diskografie
- Glittercard (Emarcy Records) (Jazzland) 2003
- Prayers & Observations (Emarcy Records) 2006
- Passage (Jazzland) 2010
- Sanger om Glede og Fred (mit Frøydis Grorud), 2010
- Visits (Jazzland) 2014
- Grand White Silk (Jazzland) 2016
- Luxury & Waste (Jazzland) 2018
- Live in Bremen (mit Ensemble Denada und Erlend Skomsvoll), 2018